# Roller Sports Saint-Pierrais
Le Roller Sports Saint-Pierrais, couramment abrégé en RSSP, est un club de roller français fondé en 1982. Le club est basé dans la commune de Saint-Pierre-lès-Elbeuf (Seine-Maritime) depuis 1982 et est actuellement présidé par Pascal DALLET.

## Athlètes nationaux et internationaux du club
Morgane Varin - 25 médailles au niveau national
Géraldine Feyt - 18 médailles au niveau national
Laura Brachais - 10 médailles au niveau national
Julien Levrard (en tant que patineur du RSSP) - 7 médailles au niveau national ; vice-Champion du monde du marathon à Gijon (Espagne) en 2008
Xavier François - 7 médailles au niveau national
Guillaume Leblond - 7 médailles au niveau national
Alexia Deroo - 5 médailles au niveau national
Manuel Campigny - 4 médailles au niveau national
Custodio Alvès E Silva - 4 médailles au niveau national
Emmanuelle Bourdet - 3 médailles au niveau national
Florian Houdeville - 2 médailles au niveau national
Luca Polbos - 4 médailles au niveau national
Samuel Guerin (en tant que patineur du RSSP) - 1 médaille au niveau national
Jimmy Morainville - 1 médaille au niveau national
Mathis Derycke - 1 médaille au niveau national
Guillaume Morainville - 1 médaille au niveau national
Pascal Roze - 1 médaille au niveau national